# Liste des vicomtes de Carcassonne
La vicomté de Carcassonne apparaît pour la première fois en 1082. C'est à cette date que Bernard Aton IV Trencavel, vicomte de Nîmes et d'Albi, revendiquant les droits de sa mère Ermengarde, réclame les comtés de Carcassonne et de Razès, ainsi que les vicomtés de Béziers et d'Agde, et s'en empare. Les Trencavel deviennent alors seigneurs de fait, sans porter le titre de vicomtes. Ermengarde meurt en 1101, et son fils Bernard-Aton Ier (IV de Nîmes et d'Albi) est proclamé formellement vicomte de Carcassonne, Razès, Béziers et Agde. Barcelone tente de s'y opposer à plusieurs reprises.

## Histoire de la vicomté
En novembre 994 Udalgaire ou Ulger, abbé de l'Abbaye Saint-Pierre-Saint-Paul de Caunes-Minervois, conclut un accord avec Roger, vicomte de Carcassonne, et Adélaïde, sa femme
En 1107, Raimond-Bérenger III de Barcelone s'empare de la cité de Carcassonne. En 1129, Bernard-Aton meurt et ses fils Roger, Raimond Trencavel et Bernard Aton lui succèdent, le premier dans les vicomtés de Carcassonne, Albi et Razès, le second dans celles de Béziers et d'Agde, le dernier à Nîmes. Roger meurt sans postérité en 1150 et ses deux frères cadets se partagent sa succession : Raimond Trencavel obtient Carcassonne, Albi et Razès qu'il joint à sa vicomté de Béziers, mais cède Agde à son frère Bernard Aton. Raimond Trencavel gouverne ses terres jusqu'à son assassinat à Béziers, en 1167. Après sept guerres (1096, 1107, 1112, 1120, 1124, 1150 et 1157) Raymond Trencavel reconnaît en 1157 la souveraineté de Barcelone, reconnaissance confirmée en 1167.
Son fils Roger V (III de Béziers) est ensuite vicomte jusqu'en 1194 (associé à son cousin Raymond Trencavel II), puis c'est son fils Raimond-Roger Trencavel qui porte le titre jusqu'en 1209, date à laquelle il en est dépossédé et est emprisonné par Simon de Montfort. Il meurt peu après en captivité, peut-être assassiné. Un de ses parents, Bernard Aton IV de Nîmes et Agde, perd également ses domaines en 1214 à la suite de l'intervention de Simon de Montfort.
En 1224, le fils de Raimond-Roger Trencavel, Raimond II Trencavel, après plusieurs tentatives infructueuses, récupère les terres qui appartenaient à son père, avant de les perdre en 1227 ; il les récupère partiellement à nouveau en 1240, mais cède finalement ses droits au roi de France en 1247, en échange d'une rente.

## Liste des vicomtes de Carcassonne
- 994 :  Roger et son épouse Adélaïde[2]
- 1067-1099 : Ermengarde († 1099), vicomtesse de Carcassonne et de Béziers, sœur du précédent, mariée à Raymond-Bernard Trencavel († 1074), vicomte d'Albi

### Maison Trencavel
1099-1129 : Bernard Aton IV († 1129), vicomte d'Albi, de Béziers et de Carcassonne, fils de la précédente.
marié à Cécile de Provence, fille de Bertrand II († 1150), comte de Provence
1129-1150: Roger Ier Trencavel († 1150), vicomte d'Albi et de Carcassonne, fils du précédent.
marié à Bernarde de Comminges, fille de Bernard Ier, comte de Comminges et de Dias de Samatan.
1150-1167: Raimond Ier Trencavel († 1167), vicomte de Béziers, puis d'Albi et de Carcassonne, frère du précédent.
marié à Adélaïde, puis à Saura.

Famille Trencavel

1167-1194 : Roger II Trencavel († 1194), vicomte d'Albi, de Béziers et de Carcassonne, fils du précédent.
marié à Adélaïde de Toulouse, fille de Raymond V, comte de Toulouse, et de Constance de France.
1194-1209 : Raimond-Roger († 1210), vicomte d'Albi, de Béziers et de Carcassonne, fils du précédent.
marié à Agnès de Montpellier, fille de Guilhem VIII, seigneur de Montpellier, et d'Inès de Castille.
La croisade des Albigeois entre dans ses vicomtés vainc Raimond-Roger Trencavel, et attribue ses vicomtés à un des croisés, Simon de Montfort.

### Maison de Montfort

Maison de Montfort

1209-1218 : Simon de Montfort († 1218 à Toulouse), seigneur de Montfort, vicomte d'Albi, de Béziers et de Carcassonne.
marié à Alix de Montmorency, fille de Bouchard V, seigneur de Montmorency et de Laurette de Hainaut.
1218-1224 : Amaury de Montfort († 1241), comte de Montfort, vicomte d'Albi, de Béziers et de Carcassonne, fils du précédent.
En 1224, il cède ses vicomtés au roi Louis VIII de France qui les rattache au domaine royal. Raimond II Trencavel, fils de Raimond-Roger, parvient à reprendre la vicomté temporairement (de 1224 à 1227 et en 1243).